# Lovefilm
Lovefilm (i marknadsföring skrivet LOVEFiLM) var ett internationellt internetbaserat film- och speluthyrningsföretag med över 2 000 000 medlemmar i Storbritannien, Sverige, Norge, Danmark och Tyskland. Hyrfilmerna och spelen ingick i abonnemang och skickades via ordinarie post. Sedan 2010 (2011 i Sverige) hyrdes dessutom TV-spel ut enligt samma princip. Lovefilm hade även en streamingtjänst.
Grundidén var att kunderna utifrån ett brett utbud fick skapa en önskelista med olika titlar hos Lovefilm, välja prioritet på önskningarna och sedan få ett begränsat antal (beroende på valt abonnemang) hemskickade med den vanliga posten tillsammans med en returförpackning med förbetalt porto. Skivorna skickades i komprimerade pappförpackningar. Så länge abonnemanget var aktivt fick kunden behålla skivorna så länge den önskade. När kunden returnerade en fick den en ny från önskelistan hemskickad.
Streamingtjänsten ingick i vissa abonnemang och fungerade som ett komplement för kunderna. I Sverige bestod utbudet som gick att streama av drygt 800 filmer 2013.
Företaget startades i Storbritannien, och den svenska avdelningen skapades genom en sammanslagning under 2006 mellan företagen Brafilm och Boxman. 2011 köptes Lovefilm av amerikanska näthandelsbolaget Amazon. Uppköpet skulle enligt Lovefilm inte påverka hyrtjänsten eller villkoren.
10 juni 2013 meddelade Lovefilm sina kunder att verksamheten i Sverige, Norge och Danmark skulle läggas ner under sommaren 2013, vilket också skedde.
På grund av minskad efterfrågan upphörde även möjligheten att få filmer hemskickade i Storbritannien och Tyskland den 31 oktober 2017. För att streama filmer hänvisas besökarna till Amazons VOD-tjänst i Storbritannien respektive Tyskland.